# Bemti
Luis Gustavo Oliveira Coutinho (Serra da Saudade, 28 de janeiro de 1990), mais conhecido pelo nome artistico Bemti, é um cantor, compositor e instrumentista brasileiro. Reconhecido pelo uso da viola caipira na música Indie Folk brasileira e pelo estilo queer-folk, synthpop e MPB e o espaço LGBTQIA+ de suas composições. Lançou dois albuns de estúdio, era dois em 2018 e Logo Ali em 2021.

## Biografia e carreira
Nascido na cidade de Serra da Saudade em Minas Gerais, o primeiro contato com a música veio das tradicionais festas de Folia de Reis no interior de Minas. O contato com a viola caipira, ou a viola de 10 cordas, se deu pelos avós, o que mais tarde, cursando faculdade de Audiovisual na USP em São Paulo teve contato direto com o instrumento para seu curta-metragem de conclusão de curso "Ele Me Chamava de Rosa" em 2015, sendo o influênciador para todo o seu repertório autoral. O documentário teve estreia e foi veiculado no Canal Brasil em durante o ano de 2016.
A primeira experiência musical de Bemti aconteceu com a criação da banda Falso Coral em 2015. A banda contou com participação de Bela Moschkovich (vocais) e Guilherme Giacomini (sintetizadores).  O primeiro EP "Folia" foi lançado em 2016 e em 2019 o último projeto "Delta" onde os músicos decidiram seguir carreira solo.
O nome artístico Bemti surgiu pela busca de imagens e símbolos do cerrado e do interior de Minas como o Bem-te-vi. À partir de pesquisas, como afirma o cantor, na América Latina a nomenclatura do pássaro se dá por Luis Bienteveo, similar ao seu primeiro nome, e que após diversas variações, o cantor optou pelo acrônimo "Bemti".

### Vida pessoal
Durante o processo de gravação do seu primeiro álbum em 2018, Bemti declarou em entrevista à Noize Media, que 2017 havia sido "um ano de rupturas":
| “ | Foram várias rupturas de amizades longas, de relacionamentos longos, de uma mudança profissional, de tomar decisões tanto relacionadas com músicas quanto na área audiovisual. As músicas que eu comecei a fazer nesse processo já não cabiam mais no crivo do som que o Falso Coral tem. Era um som pessoal, que eu precisava falar abertamente sobre ser gay, porque tava tudo ali. Foi um projeto solo que surgiu disso, dessa necessidade de falar. E depois da metade do ano que eu conheci meu atual namorado e isso deu um novo tom pras músicas de novo. Então é um disco sobre reconstrução, sobre se reconhecer sozinho de novo, se permitir tentar ser uma pessoas diferente, mesmo sem o apoio de quem você tinha antes e encontrar o amor de novo. | ” |

### Primeiro album: "era dois" (2018)
Ainda em conjunto com o Falso Coral, Bemti deu início ao seu primeiro projeto solo. O primeiro álbum de estúdio começou a ser escrito e gravado em 2017 durante o Festival Bananada em Goiania e finalizado em São Paulo. Em 3 de agosto 2018, lançou o álbum "era dois". O álbum utiliza elementos clássicos da música caipira com o indie e synthpop e, segundo o cantor foi feito para "incentivar outras pessoas a preencher diferentes gêneros [...] para falar sobre temas gays". Foi eleito um dos melhores albuns brasileiros de 2018 pelo Rolling Stone Brasil e pelo jornal O Povo. O álbum contou com participações de Johnny Hooker e Tuyo.
Em 2020, durante a pandemia, Bemti relançou seu primeiro álbum intitulado "era dois (20,20)" que contou com a faixa inédita "Vira Sol" junto com o projeto "Adote O Artista" com os cantores Zé Ed, Paulo Neto e Febem.

### Logo ali (2021-presente)
Após a boa repercussão do primeiro álbum, Bemti começou a produzir o segundo álbum de estúdio "Logo Ali" em 2019 e que foi lançado em 30 de setembro de 2021 com fomento realizado pela Natura Musical contemplando 7 outros artistas de Minas Gerais.
Com produção de Luis Calil e Pedro Altério, o álbum teve como primeiro single "Catastrópicos!" com Jaloo. Seguido pelo single "Quando o Sol Sumir" com participação de Fernanda Takai. O último single, ficou com a canção "Do Outro Lado (Mantra Tornado Grito) com a participação do cantor portugues Hélio Morais (Murais). A capa do àlbum, foi feita pelo artista mineiro Paulo Marcelo Oz, utilizando como referência fotografia de Matheus Lustosa, inspirada no quadro "O derrubador brasileiro" (1879), do pintor Almeida Júnior. O título do álbum deriva da expressão mineira "é logo ali" usada para descrever algo que pode estar próximo, mas na verdade está longe. Após seu lançamento, foi escolhido pela Associação Paulista de Críticos de Arte (APCA), como um dos melhores álbuns de 2021.
Bemti participou da regravação de músicas de Lulu Santos para a compilação Futuro do passado – As canções de Lulu Santos, lançado em 14 de janeiro de 2021 onde interpreta a música "Esta canção" tendo produção de DJ Zé Pedro e Renan Guerra.
Durante a produção do Logo Ali, Bemti foi convidado para compor trilhas para a série do Canal Brasil e GloboPlay Hit Parade criada por André Barcinski e interpretada por Túlio Starling e Bárbara Colen. As músicas “Haja Vista” e “Imagem e Semelhança”, lançadas em 21 de maio de 2021, são temas dos personagens principais da trama. “Haja Vista” aparece no início do primeiro episódio e “Imagem e Semelhança” no início do sétimo episódio. Ainda dentro da trama, Bemti compos a canção “O Rochedo” incluída no sexto episódio.
Em 24 de maio de 2022, a canção "Canto Cerrado" foi premiada entre as 20 melhores canções no 2º Festival de Música de Itabirito.
Em 16 de setembro de 2022, Bemti começou a promover o álbum em turnê pela Europa após os cancelamentos de show em 2020. Bemti anunciou o lançamento da versão em inglês para a canção "Se Entrega!", que se chamará "Surrender!"  no dia 7 de outubro.

## Gêneros e estilos
Bemti está incluído no recente movimento Queernejo, derivado da música sertaneja tradicional composto por artistas LGBTQIA+, de acordo com a UBC. Publicado no Segundo Caderno do Jornal O Globo em 2021, Luccas Oliveira contempla o movimento onde "os artistas LGBT+ passam a se apropriar da estética com talento e ironia." Ainda o estilo musical de Bemti deriva do queer-folk, synth folk e MPB. O instrumento principal de Bemti é a viola caipira.  Suas inspirações musicais vêm da infância, com Rio Negro e Solimões, Elton John e Zé Ramalho; para composição dos álbuns, inspira-se em Milton Nascimento, Elza Soares, Bon Iver, Guillemots e Björk.

## Discografia
| Álbum            | Detalhes | Singles                                                                                    |
| ---------------- | --- | ------------------------------------------------------------------------------------------ |
| era dois         | - Lançamento: 3 de agosto de 2018 - Formatos: CD, download digital - Gravadora: Independente                       | 1. "Gostar de Quem" 2. "Tango" 3. "Eu Te Proíbo de Ter Esse Poder Sobre Mim" 4. "Outro" 5. "A Gente Combina"                                                                                           |
| era dois (20,20) | - Lançamento: 2 de junho de 2020 - Formatos: download digital - Gravadora: Independente - Inclui faixas adicionais | 1. "Gostar de Quem" 2. "Tango" 3. "Eu Te Proíbo de Ter Esse Poder Sobre Mim" 4. "Outro" 5. "A Gente Combina"                                                                                           |
| Logo Ali         | - Lançamento: 30 de setembro de 2021 - Formatos: CD, download digital, vinil - Gravadora: Independente             | 1. "Catastópicos!" 2. "Samba!" 3. "Se Entrega!" 4. "Quando o Sol Sumir" 5. "Do Outro Lado" |

### Álbuns Ao Vivo
- 2019 — Bemti no Estúdio Showlivre (Ao Vivo)
- 2021 — Piano e Viola Caipira (Acústico Ao Vivo)